# John Malkovich
John Gavin Malkovich (sinh ngày 9 tháng 12 năm 1953) là diễn viên người Mỹ, nhà sản xuất, đạo diễn và là nhà thiết kế thời trang với nhãn hiệu riêng là Technobohemian. Trong 25 năm cuối sự nghiệp, Malkovich đã xuất hiện trong hơn 70 bộ phim ảnh. Với vai diễn viên trong hai phim Places in the Heart và In the Line of Fire, ông đã nhận được đề cử giải Oscar. Ông cũng đã xuất hiện trong các bộ phim phê bình đánh giá như Empire of the Sun, Cánh đồng chết, Dangerous Liaisons, Of Mice and Men, Con Air, Being John Malkovich, và Red. Ông dự định xuất bản phim dựa theo nội dung cuốn sách The Perks of Being a Wallflower.

## Thời niên thiếu
Malkovich được sinh ra ở Christopher, Illinois. Ông bà nội là người Croatia, ở Ozalj tại Croatia. Mẹ ông là người gốc Scotland và Đức. Ông lớn lên ở Benton, Illinois trong một ngôi nhà lớn ở đường chính phía Nam. Cha ông, Daniel Leon Malkovich, là một giám đốc bảo tồn nhà nước và nhà xuất bản tạp chí bảo tồn Illinois.
Trong suốt những năm trung học, Malkovich tham gia đóng nhiều vở kịch và chương trình âm nhạc. Ông cũng là thành viên của nhóm nhạc folk/rock, và là một thành viên trong nhà hát địa phương/bộ phim hài mùa hè ở Benton năm 1972, nơi ông đồng đóng vai chính trong Jean-Claude van Itallie của American Hurra. Sau khi tốt nghiệp trung học, ông vào Đại học Đông Illinois, và sau đó chuyển đến Đại học bang Illinois, nơi ông theo học chuyên ngành trong nhà hát.

## Sự nghiệp
Năm 1976, Malkovich, cùng với Joan Allen, Gary Sinise, và Glenne Headly, đã trở thành một thành viên điều lệ của công ty nhà hát Steppenwolf tại Chicago. Ông đã chuyển đến thành phố New York vào năm 1980 để xuất hiện trong vở kịch Miền Tây thật sự thuộc hãng Steppenwolf của Sam Shepard và ông đã giành được giải thưởng Obie. Đầu năm 1982, ông xuất hiện trong A Streetcar Named Desire tại nhà hát Cầu nối Trí tuệ Chicago.